# Желтоклювые кукушки
Желтоклювые кукушки (лат. Ceuthmochares) — род птиц подсемейства настоящие кукушки  (Cuculinae) или в более узкой трактовке подсемейству пестроклювых кукушек  Phaenicophaeinae. В отличие от многих видов кукушек, оба представителя этого рода  не гнездовые паразиты, а сами воспитывают свое потомство.
Желтоклювые кукушки — это птицы, живущие на деревьях и обитающие исключительно в тропической зоне Африки. Выделение двух видов, принадлежащих к этому роду, и различия между ними  были признаны научным сообществом уже несколько лет назад. Ранее считалось, что Ceuthmochares australis является подвидом вида Ceuthmochares aereus. Оба вида рода оседлые птицы.
Ситуация с численностью обоих видов обозначена МСОП как LC ("вызывает наименьшее беспокойство", то есть не находится под угрозой исчезновения), поскольку их ареалы  велики, и  в некоторых частях своих ареалов они являются сравнительно обычными птицами.

## Описание
Желтоклювые кукушки достигают длины тела около 33 сантиметров. На рулевые перья приходится от 20 до 21 сантиметра. Крепкий клюв имеет размеры около 2,4 сантиметра. Они весят от 60 до 70 граммов.
У обоих видов нет ярко выраженного полового диморфизма. Оперение преимущественно серое или тёмно-зеленое. Радужка красная или тёмно-бордовая, у молодых птиц коричневая. Окологлазное кольцо жёлтое и меняется на зеленоватый оттенок перед глазом. Крепкий клюв ярко-жёлтого цвета, переходящий в чёрный у основания клюва. Ноги чёрные.
Молодые особи напоминают взрослых птиц, но в целом более тусклые.

## Ареал
Желтоклювые кукушки — это виды, обитающие исключительно в тропической зоне Африки. Ареал Ceuthmochares australis — Восточная Африка. Он простирается от юго-запада Эфиопии, северо-востока Уганды, юга Сомали, востока Кении через Танзанию до севера и востока Замбии, Мозамбика, Малави, юга Зимбабве до востока Южно-Африканской Республики. C. australis преимущественно оседлая птица. Однако есть свидетельства того, что этот вид кукушек мигрирует вглубь страны из прибрежных районов Кении и Танзании в период с октября по апрель.
Ареал желтоклювой кукушки  находится в западной части Африки и простирается от побережья Сенегала, Гамбии и Гвинеи до Уганды и Южного Судана, западной Кении и северо-западной Танзании. Они также встречаются в северной Анголе, Габоне и Экваториальной Гвинее.

## Образ жизни
Желтоклювые кукушки — скрытные птицы, которые обычно держатся в густой листве верхушек деревьев. Они находят пищу в основном на вершинах деревьев на высоте от 8 до 30 метров над землей. В основном, они едят гусениц, в том числе, как и многие другие кукушки, очень волосатых гусениц, которых избегает большинство других видов птиц. Они также едят летающие формы термитов, жуков, пчёл, тараканов, пауков, улиток и древесных лягушек. Для желтоклювой кукушки доказано поедание время от времени более мелких птиц. Этот вид также ест фрукты, семена и листья.
О размножении кукушки известно немного. Предполагается, что оба вида моногамны и защищают территорию. Гнездо представляет собой рыхлую платформу из покрытых листвой ветвей, обычно построенную на высоте от двух до пяти метров над землей в развилке ветвей. Кладка обычно состоит из двух яиц, в редких случаях до четырех яиц. Они белого или  почти белого цвета. О развитии птенцов и молодых птиц пока ничего не известно.

## Состав рода
В состав рода включают два вида:
- Ceuthmochares aereus — Желтоклювая кукушка
  - C. a. aereus (Vieillot, 1817)  — от Нигерии до западной Кении, северной Замбии и Анголы, Биоко
  - C. a. flavirostris (Swainson, 1837) — от Гамбии до юго-запада Нигерии.
- Ceuthmochares australis — вид монотипичен.